# کیوسه ۷۰۶۷
سیارک ۷۰۶۷ (به انگلیسی: 7067 Kiyose، نامگذاری:1993XE) هفت هزار و شصت و هفتمین سیارک کشف شده‌است که در ۴ دسامبر ۱۹۹۳ کشف شد.
قدر مطلق سیارک برابر ۱۱٫۷۰ است.